# Sebastian Lang
Sebastian Lang (Erfurt, 15 de setembre de 1979) va ser un ciclista alemany, professional des del 2002 fins al 2011.
El seu principal èxit esportiu és el Campionat d'Alemanya de contrarellotge individual de 2006.

## Palmarès
- 2002
  - Vencedor de 2 etapes de la Rheinland-Pfalz Rundfahrt
- 2003
  - 1r a la Volta a Dinamarca
  - 1r al Karlsruher Versicherungs GP (amb Michael Rich)
  - Vencedor d'una etapa del Tour de Rodes
- 2004
  - 1r a la Hessen Rundfahrt i vencedor d'una etapa
- 2005
  - Vencedor d'una etapa de la Hessen Rundfahrt
- 2006
  -  Campió d'Alemanya de CRI
  - 1r a la 3-Länder-Tour i vencedor d'una etapa
  - 1r al LuK Challenge (amb Markus Fothen)

### Resultats al Tour de França
- 2004. 78è de la classificació general
- 2005. 65è de la classificació general
- 2006. 66è de la classificació general
- 2008. 75è de la classificació general
- 2009. 76è de la classificació general
- 2010. 80è de la classificació general
- 2011. 113è de la classificació general

### Resultats a la Volta a Espanya
- 2008. 79è de la classificació general
- 2011. 77è de la classificació general

### Resultats al Giro d'Itàlia
- 2010. 71è de la classificació general
- 2011. 56è de la classificació general